# Bercaeopsis morosa
Bercaeopsis morosa är en tvåvingeart som först beskrevs av Aldrich 1925.  Bercaeopsis morosa ingår i släktet Bercaeopsis och familjen köttflugor. Inga underarter finns listade i Catalogue of Life.